# جبل الجوز
جبل الجوز، هو جبل في مقاطعة سوليفان بنيويورك، يقع جنوب غرب ليبرتي، ويقع تل كولومبيا في الجنوب الشرقي، ويقع تل تشاك شمال غرب جبل الجوز.
- جبل كليمنجارو
- جبل نيبو